# Manfred Kokot
Manfred Kokot (ur. 3 stycznia 1948 w Templinie) – niemiecki lekkoatleta reprezentujący Niemiecką Republikę Demokratyczną, sprinter, wicemistrz olimpijski z 1976 i halowy rekordzista świata.
Kokot rozpoczął karierę od zdobycia brązowego medalu w biegu na 60 metrów na halowych mistrzostwach Europy w 1971 w Sofii. 15 maja 1971 w Erfurcie wyrównał rekord Europy i ustanowił rekord NRD w biegu na 100 metrów wynikiem 10,0 s. Na mistrzostwach Europy w 1971 w Helsinkach odpadł w eliminacjach biegu na 100 metrów. Odpadł w ćwierćfinale biegu na 100 metrów na igrzyskach olimpijskich w 1972 w Monachium, a sztafeta 4 × 100 metrów z jego udziałem zajęła w finale 5. miejsce.
4 lutego 1973 w Berlinie Kokot ustanowił halowy rekord świata w biegu na 50 metrów wynikiem 5,61 s, który przetrwał do 1996, a do tej pory jest halowym rekordem Europy. Zdobył srebrny medal w biegu na 60 metrów na halowych mistrzostwach Europy w 1973 w Rotterdamie i powtórzył to osiągnięcie na halowych mistrzostwach Europy w 1974 w Göteborgu.
Na mistrzostwach Europy w 1974 w Rzymie startował tylko w sztafecie 4 × 100 metrów, w której zdobył wraz z kolegami brązowy medal (sztafeta biegła w składzie: Kokot, Michael Droese, Hans-Jürgen Bombach i Siegfried Schenke).
Zdobył srebrny medal w sztafecie 4 × 100 metrów na igrzyskach olimpijskich w 1976 w Montrealu, która wystąpiła w składzie: Kokot, Klaus-Dieter Kurrat, Alexander Thieme i Jörg Pfeifer. Zajął 2. miejsce w tej konkurencji w zawodach pucharu świata w 1977 w Düsseldorfie.  Na mistrzostwach Europy w 1978 w Pradze również zdobył srebrny medal w sztafecie 4 × 100 metrów (w składzie: Kokot, Eugen Ray, Olaf Prenzler i Thieme).
Manfred Kokot był mistrzem NRD w biegu na 100 metrów w 1974, wicemistrzem w 1975 i 1976 oraz brązowym medalistą w 1972, 1973, 1977 i 1978. Był również halowym mistrzem NRD w biegu na 50 metrów w 1971 i 1974, na 60 metrów w 1973 i na 100 jardów w 1973 i 1974, wicemistrzem na 60 metrów w 1975 i brązowym medalistą na 55 metrów w 1969.